# Stabij
De (Friese) stabij of stabyhûn (vroeger gespeld als stabyhoun) is een staande, opjagende en apporterende vogelhond, mollenvanger en waakhond.

## Geschiedenis
De stabij komt, evenals de wetterhoun, uit Friesland, uit het Friese Woudengebied. Het is een van de elf Nederlandse hondenrassen. Vermoed wordt dat hij afstamt van de - ooit door de Spanjaarden mee naar Nederland genomen - spaniëls en daarna verder is ontwikkeld in Nederland. Verwant aan de stabij zijn de Drentsche patrijshond en de kleine münsterländer, die vermoedelijk ooit van dezelfde spaniëls afstamden, maar in een ander gebied en voor andere doeleinden gefokt zijn.
De geschiedenis van de stabij gaat terug tot rond het begin van de 19e eeuw. In het begin werd de hond vooral gebruikt voor het jagen op vossen en vogels en hij bleek ook een goede mollenvanger te zijn. Tijdens het jagen werd de stabij gebruikt als allround hond. Het is een goede staande hond met een goede neus, maar hij is ook een goede waakhond.
Vroeger was de hond vaak in bezit van boeren die niet het geld hadden om verschillende honden te onderhouden. Een allrounder als de stabij was dan ook meer dan welkom. Tijdenlang werd de stabij als waakhond op boerderijen gehouden, maar het is bovenal een jachthond.
Het uiterlijk van de hond is decennialang hetzelfde gebleven, al werd de hond vroeger vaak gekruist met een ander Fries ras: de wetterhoun. In 1942 werd het ras officieel erkend en is het kruisen gestopt.
De stabij wint in Nederland langzaam aan populariteit. Buiten Nederland komt het ras weinig voor. Wel zijn er Zweedse, Deense, Finse, Noorse, Engelse en Amerikaans/Canadese rasverenigingen voor de Friese stabij. Anno 2010 zijn er ongeveer 3.500 originele stabijs met stamboom en worden er ieder jaar zo'n 350 geboren.

## Eigenschappen

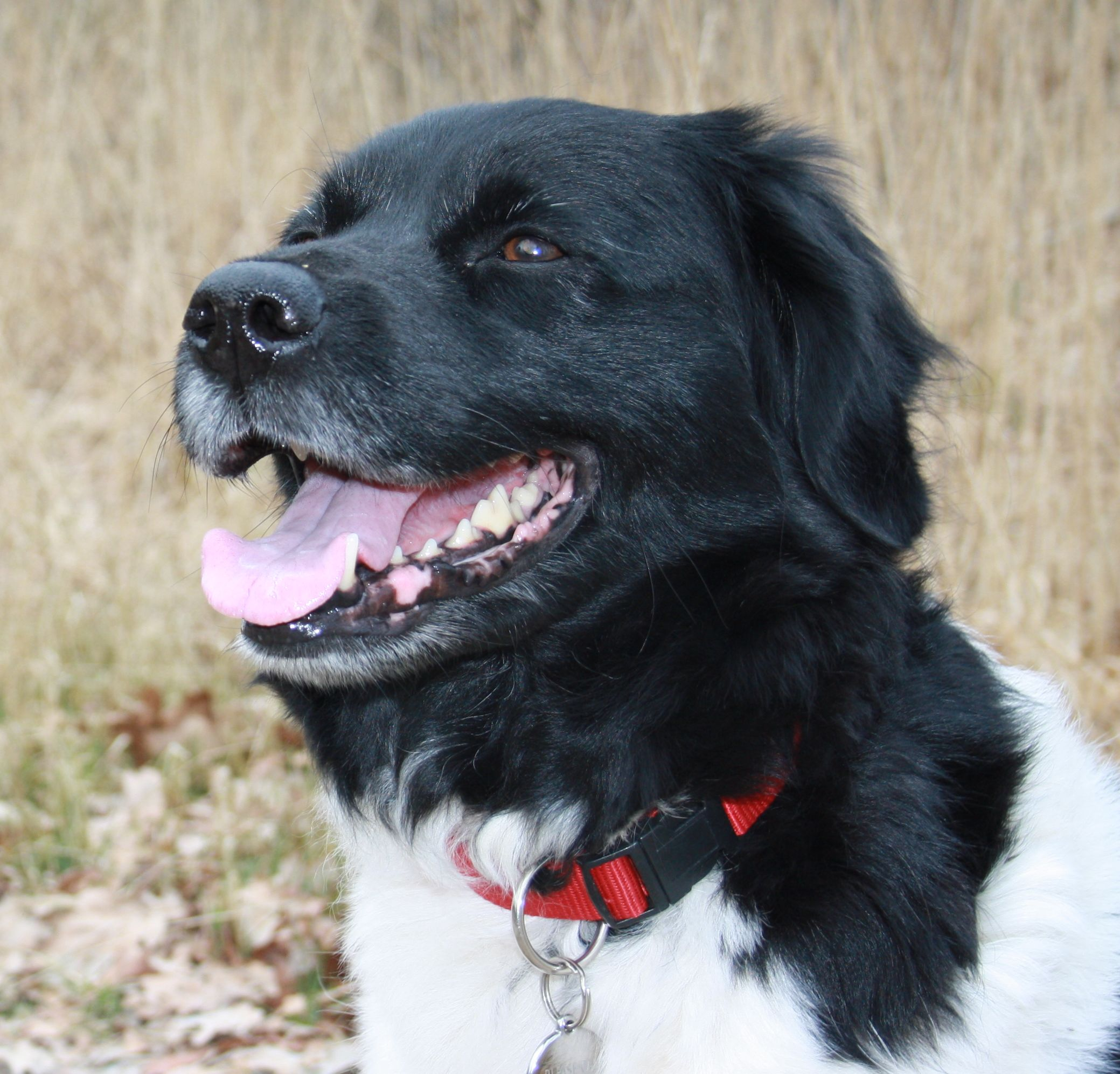
Close-up van een stabij

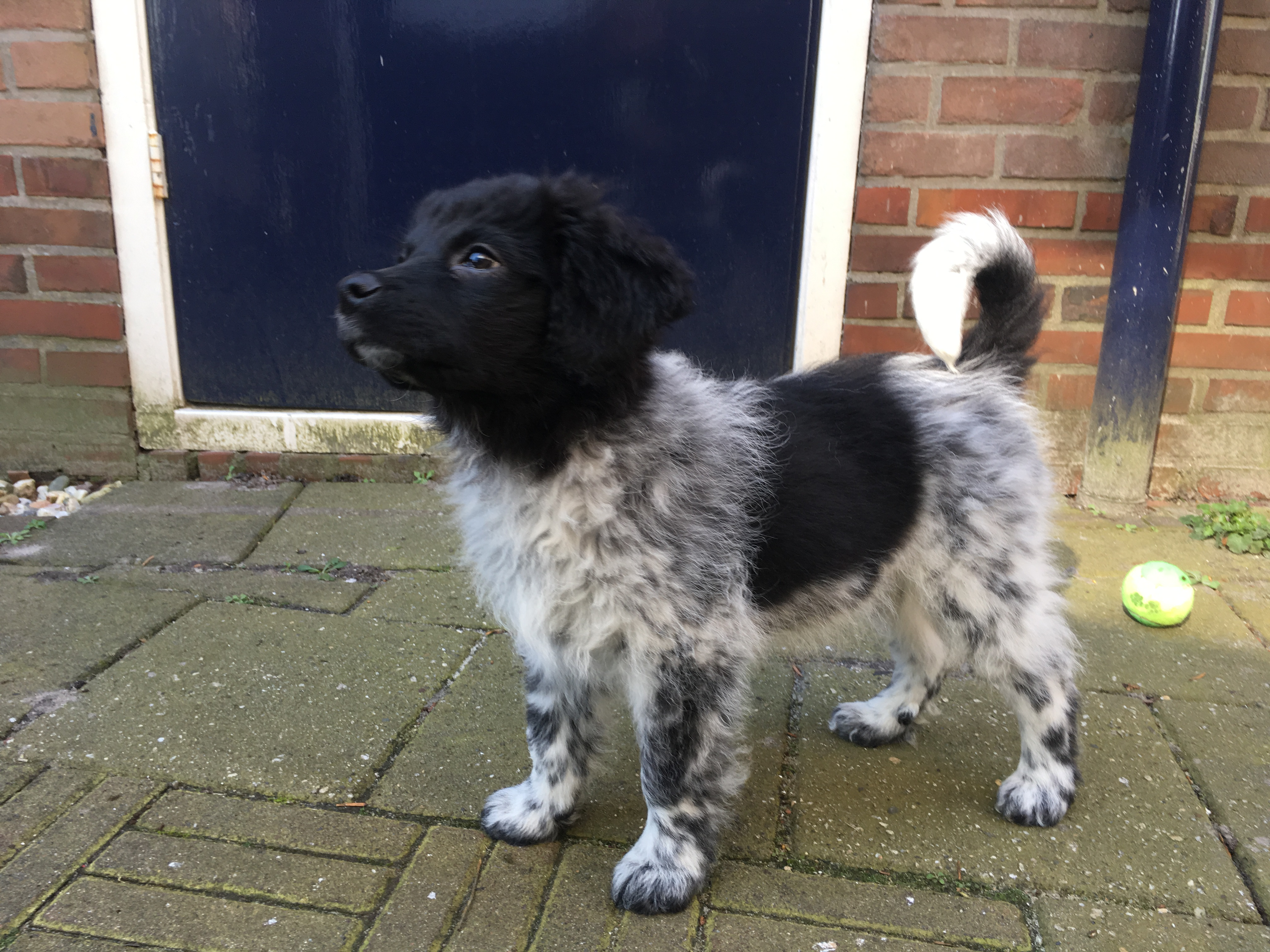
Een Stabij/Wetterhoun pup

Het is een jachthond en ook een gezinshond. De stabij is een staande jachthond, hij blijft zodra hij de aanwezigheid van wild bespeurt roerloos staan, soms met een voorpoot geheven en met de neus in de richting van het wild. De stabij is een goede zwemmer en daardoor in staat bejaagd wild in water over grote afstanden te apporteren. De stabij is een middelgrote hond: de gemiddelde hoogte voor reuen is 53 cm en voor teven is dit 49 cm. De meest voorkomende kleur is zwart met een witte aftekening. Ook bruin met een witte aftekening komt een enkele keer voor. De hond heeft veel behoefte aan beweging. De gemiddelde levensverwachting ligt tussen de 12 en 14 jaar.

## Verzorging
De stabij verhaart meestal tweemaal per jaar, al lijken sommige het hele jaar door te verharen. Dit is vaak het gevolg van castratie. Door de structuur van de haren valt het vuil meestal vanzelf uit de vacht. Het wassen van de stabij wordt afgeraden omdat het de vacht aantast. Zwemmen in redelijk schoon water is veelal voldoende.

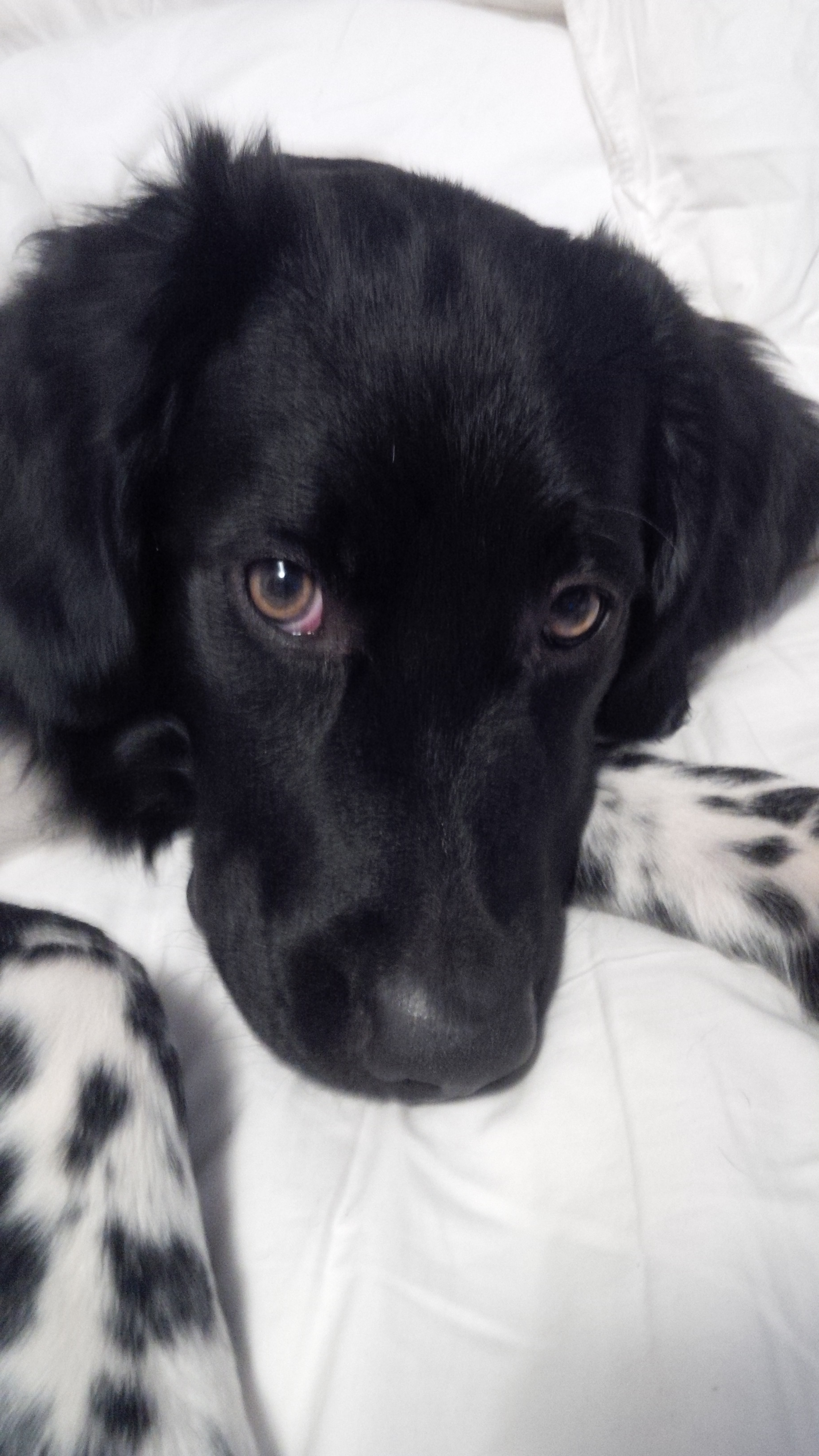
Stabij in de adolescentie

## Fokken
Omdat de populatie van de stabyhoun klein is, is het belangrijk dat er zorgvuldig wordt gefokt. Fokkers werken dan ook samen om inteelt te voorkomen. Bij dracht moet het teefje ouder zijn dan 18 maanden en niet ouder dan acht jaar.